# Leonardo Rech Ortiz
Leonardo Rech Ortiz (3 de enero de 1996), también conocido como Léo, es un futbolista brasileño. Juega de defensa y su equipo es el C. R. Flamengo del Campeonato Brasileño de Serie A.

## Trayectoria

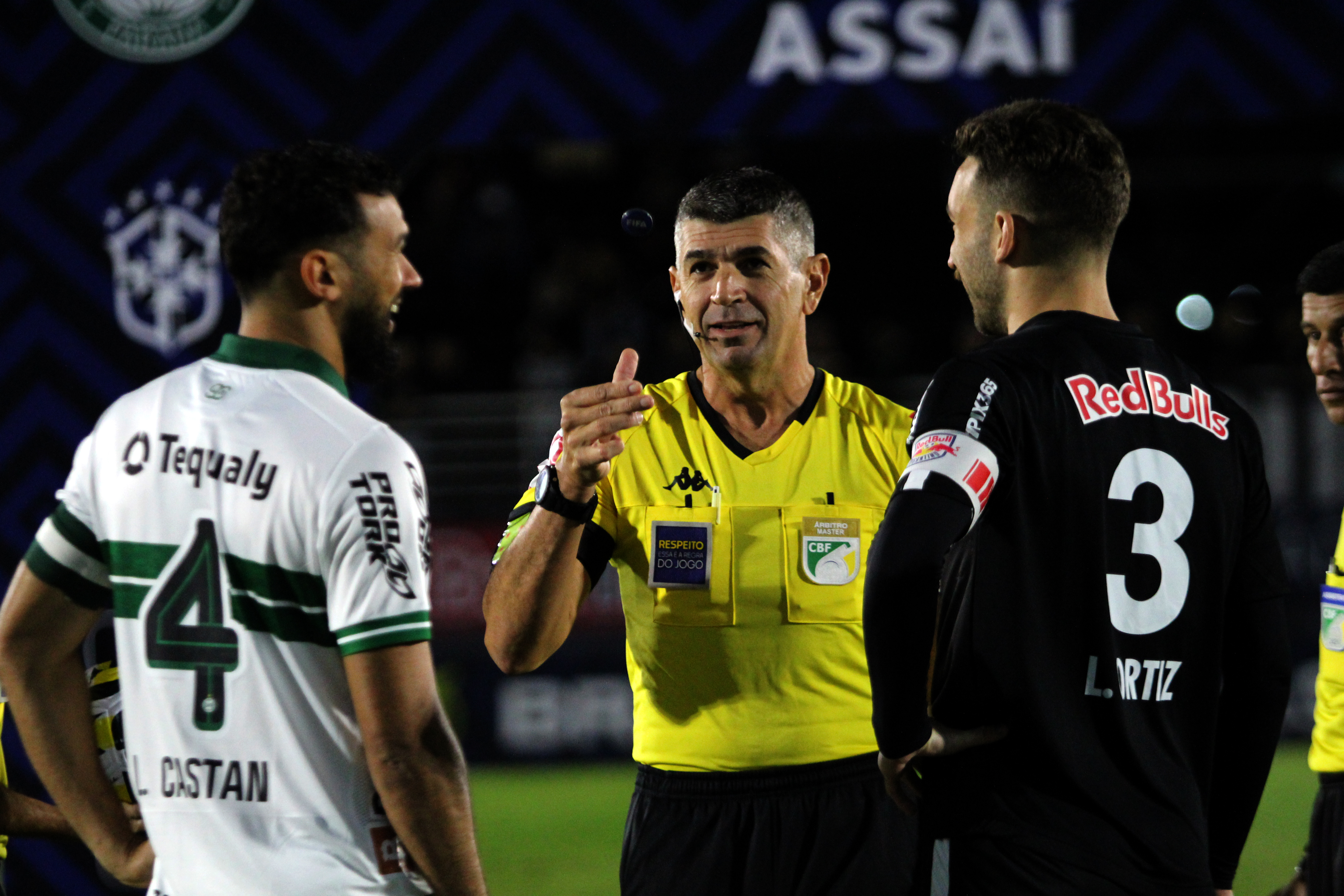
Léo jugando para Bragantino vs Coritiba por el Brasileirão 2022

Ortiz hizo su debut absoluto con el equipo B el 2 de septiembre de 2015, comenzando en una victoria a domicilio por 2-0 en la Copa FGF contra el Igrejinha. Después de aparecer con el equipo B, Ortiz fue ascendido al equipo principal en enero de 2017 e hizo su debut con el primer equipo el 25 de febrero al comenzar en una victoria en casa por 1-0 contra Grêmio Esportivo Brasil por el Campeonato Gaúcho. El 6 de marzo, prorrogó su contrato hasta diciembre de 2019. Ortiz contribuyó con 13 apariciones en la liga durante su primera campaña como profesional, ya que su equipo logró el ascenso a la Serie A en el primer intento.
El 31 de diciembre de 2017, fue cedido al Recife por un año. Léo debutó el 14 de enero de 2018 en la victoria por 2-0 sobre Atlético Tucumán en la Copa Ariano Suassuna. Ortiz hizo su debut en la categoría principal del fútbol brasileño el 15 de abril de 2018, comenzando en una derrota a domicilio por 3-0 contra América Mineiro. Marcó su primer gol con el Sport en la victoria por 3-0 sobre Salgueiro el 2 de abril. En total, disputó 17 partidos y marcó un gol para el club.
Apareció en raras ocasiones, ya que su equipo descendió y fichó cedido por Red Bull Brasil el 12 de diciembre. En abril de 2019, Ortiz se convirtió en jugador oficial del club y firmó un contrato indefinido con Bragantino, tras la fusión de Red Bull Brasil y Clube Atlético Bragantino. Debutó con el RB Bragantino II el 20 de enero de 2019, en un empate 1-1 con Palmeiras, en el Campeonato Paulista. El 8 de agosto, Leo marcó su primer gol con el Red Bull Bragantino (el club cambió de nombre tras la fusión de Red Bull Brasil y Bragantino el 26 de marzo) en un partido de la Serie B contra el Operário Ferroviário.
En 2020, tuvo una gran temporada en su carrera, con 47 partidos y cinco goles.  El 19 de junio de 2021,  disputó su partido número 100 con el Bragantino ante el Flamengo (3:2) en el Maracaná, por la sexta jornada del Campeonato Brasileño. Léo Ortiz dejó el Massa Bruta, donde disputó 196 partidos, anotando 13 goles y dando 7 asistencias, además de conquistar el título de la Serie B del Campeonato Brasileño de 2019 y ser subcampeón del Campeonato Sudamericano de 2021, en cinco años en el club. 
El 5 de marzo de 2024, Ortiz firmó un contrato de cinco años con el Flamengo por 7 millones de euros. Debutó con su nuevo club el 10 de abril de 2024 en una victoria por 2-0 contra Palestino en la Copa Libertadores. En este partido, Ortiz también marcó su primer gol con el Flamengo.
En 2024, Léo Ortiz fue el segundo jugador con más partidos del Flamengo esa temporada, con 40, 33 de ellos como titular. Desempeñó diversas funciones, incluyendo excelentes actuaciones como mediocampista defensivo, lo que llevó a la afición a exigir su titularidad. En una encuesta del portal 'GE', el defensa Léo Ortiz fue elegido por la afición como el mejor fichaje del Flamengo de la temporada 2024. El defensa recibió un impresionante 73,16% de los votos.

## Selección nacional
En junio de 2021, recibió su primera convocatoria a la selección de Brasil, en medio de la Copa América 2021 en casa, para reemplazar al lesionado defensa Felipe para los cuartos de final en adelante. Se convirtió en el primer jugador de Bragantino en ser convocado a la selección nacional desde 1994.

#### Participaciones en Copas América
| Torneo            | Sede   | Resultado  | Partidos | Goles |
| ----------------- | ------ | ---------- | -------- | ----- |
| Copa América 2021 | Brasil | Subcampeón | 0        | 0     |

## Clubes
| Club                       | País   | Año           |
| -------------------------- | ------ | ------------- |
| S. C. Internacional        | Brasil | 2015-2019     |
| Sport Recife (préstamo)    | Brasil | 2018          |
| Red Bull Brasil (préstamo) | Brasil | 2019          |
| Red Bull Bragantino        | Brasil | 2019-2024     |
| C. R. Flamengo             | Brasil | 2024-presente |

## Palmarés

### Títulos estatales
| Título             | Club           | Estado         | Año  |
| ------------------ | -------------- | -------------- | ---- |
| Campeonato Carioca | C. R. Flamengo | Río de Janeiro | 2024 |
| Campeonato Carioca | C. R. Flamengo | Río de Janeiro | 2025 |

### Títulos nacionales
| Título              | Club             | País   | Año  |
| ------------------- | ---------------- | ------ | ---- |
| Serie B             | C. A. Bragantino | Brasil | 2019 |
| Copa de Brasil      | C. R. Flamengo   | Brasil | 2024 |
| Supercopa de Brasil | C. R. Flamengo   | Brasil | 2025 |